# SIS-model

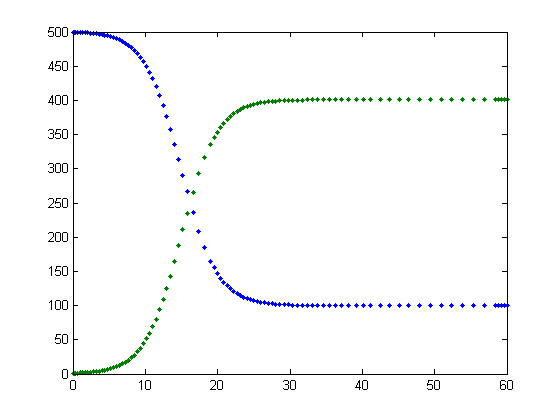
S en I vormen na een tijdje een evenwicht

Het SIS-model is een eenvoudig ziektecompartimentenmodel, waarbij na het doormaken van de infectie geen immuniteit optreedt (zoals bij het SIR-model).
De situatie wordt vereenvoudigd tot twee compartimenten: S (vatbaar; susceptible) en I (besmettelijk; infectious).
Dit is een goed en eenvoudig model voor ziekten als gonorroe.
{\displaystyle S\leftrightarrow I}
Deze letters worden ook gebruikt om het aantal individuen in elk compartiment aan te geven; dit is tijdsafhankelijk: S(t) en I(t).